# 이태구 (배우)
이태구는 대한민국의 배우이다.

## 학력
- 한양대학교 연극영화학과 학사

## 출연작

### 영화
- 《경관의 피》 (2022년)

### 드라마
- 《백설공주에게 죽음을 - Black Out》 (2024년, MBC) - 양병무 역
- 《끝내주는 해결사》 (2024년, JTBC) - 권대기 역
- 《속아도 꿈결》 (2021년, KBS1) - 금상민 역
- 《바람피면 죽는다》 (2020년, KBS2) - 형사 역
- 《카이로스》 (2020년, MBC) - 강병석 역
- 《검사내전》 (2019년, JTBC) - 박준수 역
- 《동백꽃 필 무렵》 (2019년, KBS2) - 형사 역
- 《으라차차 와이키키 2》 (2019년, JTBC) - PD 역
- 《SKY 캐슬》 (2018년, JTBC) - 이태우 역
- 《밥 잘 사주는 예쁜 누나》 (2018년, JTBC)

### 연극
- 《밀레니엄 소년단》
- 《수탉들의 싸움》
- 《두 개의 방》
- 《히스토리 보이즈》
- 《뷰티풀 선데이》
- 《RED LIONS!》

### 뮤지컬
- 《투모로우 모닝》
- 《나머지 수업》
- 《오디션》

### 광고
- LG 5G 클라우드 게임